# Битва при Пиране
Битва при Пиране (также известна как битва при Градо) — военно-морское сражение в рамках адриатической кампании наполеоновских войн между британским и французским линейными кораблями, состоявшееся 22 февраля 1812 года в Адриатическом море вблизи городов Пиран в нынешней Словении и Градо в современной Италии. Французский корабль Rivoli, названный в честь наполеоновской победы, в то время 15-летней давности, был недавно изготовлен в Венеции. Французское командование военно-морскими силами намеревалось усилить своё присутствие в Адриатике после ряда поражений в прошлом году.
Для того чтобы предотвратить нивелирование этим кораблём британского доминирования в Адриатическом театре, Королевские военно-морские силы отозвали линкор со средиземноморского флота с целью захвата Rivoli в его первом же плавании. Капитан HMS Victorious Джон Тэлбот прибыл в Венецию и устроил блокаду тамошнего порта. Когда Rivoli пытался бежать под покровом тумана, Тэлбот начал его преследование и заставил капитулировать после пятичасовой битвы. Около половины членов экипажа Rivoli погибли или были ранены.

## Предпосылки
Тильзитский мир 1807 привёл к выводу российских кораблей с Адриатики и французскому захвату стратегической крепости на острове Керкира. Шенбруннский мир с Австрийской империей 1809 года ещё больше укрепил французское влияние в регионе путем формализации контроля Франции над Иллирийскими провинциями на восточном побережье Адриатического моря. Для защиты этих завоеваний французское и итальянское правительства начали совместную судостроительную программу в венецианском и других итальянских портах в попытке восстановить свой средиземноморский флот и бросить вызов британской гегемонии. Эта программа была осложнена недостаточностью финансирования со стороны Италии (по причине бедности её правительства) и трудностями набора экипажа и оснащения судов с французской стороны. В результате, строительство первого линкора в Адриатике по этой программе началось только в 1810 году, а завершилось двумя годами спустя.
К моменту спуска Rivoli британский Королевской флот уже доминировал над французским в Адриатическом море. Командовавший французами Бернар Дюбордье погиб, а его эскадра была уничтожена в битве при Лиссе в марте 1811 года, кроме того, попытки французов снабжать морем разбросанные гарнизоны становились всё более рискованными. Наглядной демонстрацией этому было уничтожение хорошо вооружённого конвоя, направлявшегося в Триест с Керкиры в бою при Пелагоси 29 ноября 1811 года. Постройка  Rivoli рассматривалась французами как средство обеспечить стране спокойное доминирование в регионе, поскольку новый линейный корабль был вооружён лучше британских фрегатов, действовавших на Адриатике, и мог не страшиться нападения со стороны эскадры фрегатов, базировавшихся на Лиссе.
Королевские военно-морские силы осознавали угрозу, которую  Rivoli  представляет для их гегемонии, поскольку были заранее предупреждены венецианскими шпионами о прогрессе в постройке корабля. Ко времени, когда  Rivoli  был почти готов, британцы отправили на его перехват при выходе из порта 74-пушечный линейный корабль 3 ранга HMS  Victorius, ранее бывший в составе Средиземноморского флота. Кораблем  Victorius  командовал Джон Тэлбот, известный и умелый офицер, отличившийся захватом в 1805 году французского фрегата Ville de Milan, а также участием в дарданелльской операции 1807 года. Тэлбота сопровождал 18-пушечный бриг HMS Weazel под командованием Джона Уильяма Эндрю.

## Битва
Rivoli  покинул венецианский порт 21 февраля 1812 под командованием Жана-Батиста Барре в сопровождении пяти малых эскортных судов — 16-пушечных бригов Mercure и Iéna военно-морского флота Королевства Италия, 8-пушечного Mamelouck и двух малых канонерских лодок, растянутых в импровизированном боевом порядке. Барре надеялся бежать из Венеции и избежать преследования под покровом сильного морского тумана.  Victorious  неподвижно ждал рассеивания тумана, однако в 14:30, когда Тэлбот смог наблюдать за венецианской гаванью, его противник уже сбежал. В поисках Барре, державшего направление в Пулу, Тэлбот заметил один из французских бригов в 15:00 и начал погоню.
Старт с передовой позиции позволил  Rivoli  установить достаточную дистанцию с британским судном, поэтому Тэлбот сумел догнать свою добычу с сопровождением только в 02:30 22 февраля. Не желая, чтобы сопроводительные суда  Rivoli  помешали ему захватить французский линкор, Тэлбот приказал бриг-шлюпу  Weasel податься вперед и заняться ими, в то время как он возьмет на себя корабль Барре. В 4:15  Weasel  догнал последний в боевом порядке корабль  Mercure  и открыл по нему огонь с близкого расстояния,  Mercure  ответил таким же образом.  Iéna  также открыл огонь по Weasel, но с гораздо большего расстояния, что позволило капитану Эндрю сфокусировать атаку на Mercure. Эта схватка длилась около двадцати минут и закончилась взрывом Mercure, вероятно, из-за возгорания порохового погреба. С Weasel было сразу же отправлено несколько лодок для спасения тех, кто остался жив, но удалось спасти только троих.
После взрыва Mercure, Iéna и остальные французские бриги бросились врассыпную, поэтому  Weasel  начал преследование и этих судов, но не сумел спровоцировать их к решительным действиям. Потеря французов позволила Victorius остаться наедине с Rivoli и в 04:30 оба судна начали артиллерийскую дуэль с близкого расстояния. Этот поединок постоянно продолжался в течение трёх с половиной часов, оба судна были сильно повреждены и имели большие потери среди экипажа. Капитан Тэлбот получил осколочное ранение в голову и был вынужден покинуть палубу, будучи временно ослепленным. Командование кораблем перешло лейтенанту Томасу Пику. Чтобы ускорить покорение Rivoli, Пик дал команду Weasel заблокировать французскому судну пути отхода. Капитан Эндрю подплыл к Rivoli и открыл кинжальный огонь по кораблю.

## Капитуляция и последствия
По состоянию на 8:45 Rivoli, находясь под огнём HMS Victorius и Weasel, пытался добраться до порта Триест, уже потеряв свою бизань-мачту. Почти тогда же и взорвались две 36-фунтовые пушки, убив или ранив 60 членов экипажа, что в значительной степени дезорганизовало и деморализовало остальных. Это заставило Барре перевести стрелков с верхней пушечной палубы в нижнюю батарею. Пятнадцать минут спустя, имея в распоряжении абсолютно неуправляемое и разбитое судно, коммодор Барре сдался. Rivoli потерял более 400 человек, раненых было же более 800 членов экипажа, которые впервые собрались всего несколько дней назад и никогда не плавали на своём корабле в открытом море. Потери HMS Victorius также были большими — погибло 25 матросов и морских пехотинцев, ранены 6 офицеров (среди которых капитан Тэлбот) и еще 93 человека.
Французские потери на Mercure, хотя точно неизвестны, были серьёзными, выжили только три моряка. Weasel, несмотря на то, что в течение значительного времени занимался тремя разными французскими кораблями, не убил и не ранил ни одного человека за всё время боя. Разбросанные эскорты Rivoli не преследовались, вместо этого британские усилия были направлены на то, чтобы вернуть разбитый Rivoli в порт в качестве трофея. В результате оставшиеся французские корабли смогли без помех добраться до дружественных портов. Rivoli был новым и хорошо сконструированным кораблём, и после немедленного ремонта в порту Святого Георгия он и Victorious отправились вместе в Британию. Там они оба были полностью отремонтированы. Victorious возвратился во флот под командованием Тэлбота для службы против военно-морского флота США во время англо-американской войны 1812 года, а Rivoli введён в эксплуатацию для службы в домашних водах.
Экипажи Victorious и Weasel были хорошо вознаграждены деньгами, младшие офицеры продвигались по службе или повышались, а коммандер Эндрю из Weasel стал капитаном. Капитан Тэлбот был вознаграждён в конце войны, став рыцарем-командором ордена Бани в знак признания его успеха. Это было последнее значительное сражение между кораблями в Адриатике, и его результат позволил британским судам продолжать нападать на конвои и портовые сооружения без сопротивления, захватывая изолированные острова и гарнизоны с помощью иллирийского населения.